# Jean Ravelonarivo
Jean Ravelonarivo (Berevo, 17 aprile 1959) è un militare e politico malgascio.
Dal 17 gennaio 2015 al 10 aprile 2016 ha ricoperto la carica di Primo ministro del Madagascar.
Nel settembre 2021 il tribunale penale del polo anticorruzione di Antananarivo ha convocato sei persone fisiche e una società. A Jean Ravelonarivo, primo ministro tra il 2015 e il 2016 e diretto beneficiario di contratti fraudolenti, sono stati chiesti cinque anni di reclusione. Gli imputati sono stati condannati a risarcire complessivamente 6 miliardi di ariary al CNAPS, parte civile in questo caso.